# Aldo Buršić
Aldo Buršić (Brijuni, 3. lipnja 1940. – 14. studenoga 2017.), hrv. boksački reprezentativac i legendarni boksački trener

## Životopis
Rođen na Brijunima. U Puli završio osnovnu i srednju školu. Zaposlio se u brodogradilištu Uljanik. Uz rad je završio višu ekonomsku školu. Aktivno se bavio boksom od 1954. do 1962. godine. Postao je državni reprezentativac Jugoslavije. Zbog čira na želucu morao je prekinuti aktivnu športašku karijeru, pa se okrenuo trenerskom radu. 1964. je godine u Ljubljani položio ispit za boksačkog trenera. S Aldom Banovcem iste 1964. godine utemeljio školu boksa za mladež i idućih godina odgojio niz naraštaja vrhunskih boksača na čelu s Matom Parlovom. Prepoznao talent Mate Parlova, kojeg je oblikovao kao čovjeka i športaša. U zlatno doba hrvatskog amaterskog boksa, vodio ga je sve do prelaska u profesionalce. Uspjesi su brzo uslijedili. Već nakon samo dvije godine puljska je škola mladeži Boksačkog kluba Pula na hrvatskom prvenstvu za juniore osvojila devet od deset prvih mjesta. Slijede godine kad je najveće ime BK Pule Mate Parlov nanizao izvrsne rezultate na Olimpijskim igrama, europskim i svjetskim prvenstvima. Tijekom tih zlatnih dana hrvatskog amaterskog boksa, Parlova je sve do prelaska u profesionalce vodio Aldo Buršić.

## Nagrade
Plaketa za životno djelo Saveza športova grada Pule 2004.
Trofej i plaketa za životno djelo Saveza športova Istarske županije 2008. godine.
Godišnja Državna nagrada za šport "Franjo Bučar" 2011. godine.